# Naina Devi

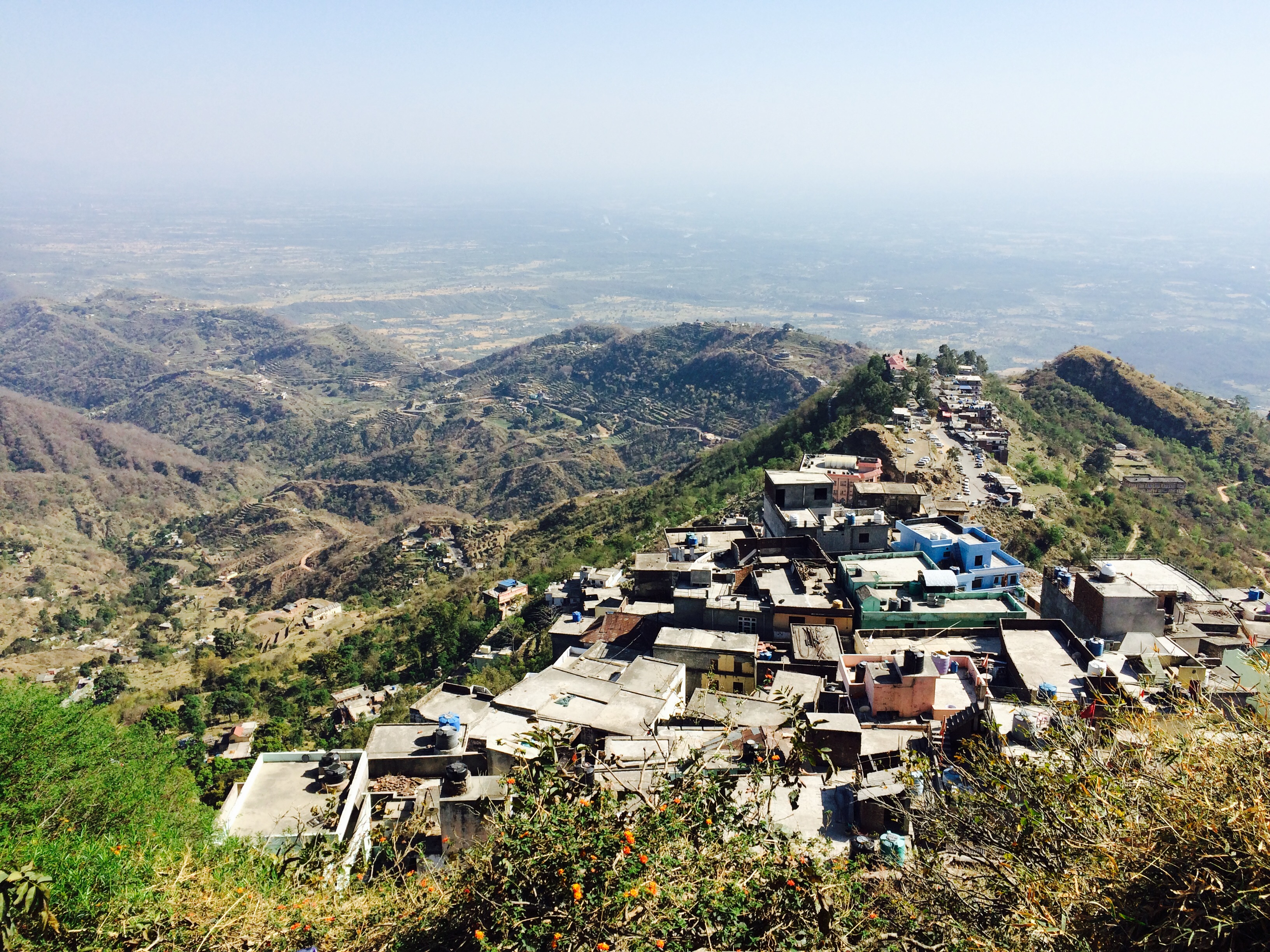
Naina Devi (2017)

Naina Devi (Hindi नैना देवी, Nainā Devī) ist ein kleiner Ort im Distrikt Bilaspur des indischen Bundesstaates Himachal Pradesh. Im Jahr 2001 lebten in Naina Devi 1161 Menschen, wobei Männer fast zwei Drittel der Bevölkerung stellten. Die Stadt ist bekannt für ihren Naina-Devi-Tempel.

## Naina-Devi-Tempel
Der bekannte Tempel der Göttin Naina Devi befindet sich auf einem Berg. Er ist über den National Highway No. 21 und eine Verbindungsstraße, die auf den Berg führt, sowie eine Treppe zu erreichen. Auch gibt es eine Seilbahnverbindung. Von den Bergen lässt sich auch der Gobindsagar-Stausee überblicken, der durch die Bhakra-Talsperre entstand.
Am 3. August 2008 kam es zu einer Massenpanik, als sich mehrere 10.000 hinduistische Pilger auf dem Weg zum Naina-Devi-Tempel befanden. Mehr als 145 Menschen sollen ums Leben gekommen sein, hauptsächlich Frauen und Kinder. Das Unglück sei durch Gerüchte über einen Erdrutsch und Steinschlag in der Menschenmenge aufgekommen. Kurze Zeit später soll unter dem Druck der Menschenmassen ein Geländer zusammengebrochen sein. Ein anderer Bericht behauptet, dass die Todesfälle nach einer Panik infolge eines Kampfes entstanden seien. Ein wieder anderer Bericht gibt der Polizei die Schuld.